# Święta Helena na Island Games 2009
Reprezentacja Świętej Heleny na Island Games 2009 na Wyspach Alandzkich (Finlandia) liczyła ośmiu zawodników, którzy występowali w czterech, następujących dyscyplinach: badminton, golf, pływanie, strzelectwo. Wszyscy zawodnicy byli mężczyznami.
Był to dziewiąty start reprezentacji Świętej Heleny w Island Games. Pierwszy raz wystąpili w pierwszej edycji, w roku 1985 na Wyspie Man, później w 1987 na Wyspach Owczych. Następnie nastąpiła chwila przerwy i od Island Games 1997 na Jersey Święta Helena pojawia się już regularnie.

## Reprezentanci

### Badminton
Świętą Helenę w badmintonie reprezentował Philip Francis, który odpadł w swoim pierwszym meczu w 1/32 finału przegrywając z Farerczykiem Rógvim Poulem Poulsenem 0-2 (6-21, 6-21).

### Golf
Trzech golfistów reprezentowało Świętą Helenę - Sidonio Benjamin, Leon Crowie oraz Scott Crowie. Wszyscy nie odnieśli większych sukcesów indywidualnie, natomiast drużynowo zajęli czternaste na dziewiętnaście miejsc.
| Poz. | Zawodnik         | 1. r. | 2. r. | 3. r. | 4. r. | Suma |
| ---- | ---------------- | ----- | ----- | ----- | ----- | ---- |
| 37.  | Scott Crowie     | 79    | 75    | 83    | 89    | 326  |
| 40.  | Leon Crowie      | 89    | 81    | 82    | 80    | 332  |
| 62.  | Sidonio Benjamin | 96    | 94    | 103   | 99    | 392  |

### pływanie
W pływaniu Świętą Helenę reprezentowało dwóch zawodników - Ben Dillon i Andy Yon. Obaj nie odnieśli wielkich sukcesów w swoich dyscyplinach, a ich wyniki prezentowały się następująco:
| Zawodnik   | Konkurencja            | Eliminacje | Eliminacje | Finał         | Finał         |
| Zawodnik   | Konkurencja            | Wynik      | Pozycja    | Wynik         | Pozycja       |
| ---------- | ---------------------- | ---------- | ---------- | ------------- | ------------- |
| Ben Dillon | 100 m stylem dowolnym  | 1:01.45    | 25.        | nie awansował | nie awansował |
|            | 50 m stylem motylkowym | 31.82      | 21.        | nie awansował | nie awansował |
|            | 50 m stylem dowolnym   | 26.92      | 22.        | nie awansował | nie awansował |
| Andy Yon   | 100 m żabką            | DNS        | DNS        | nie awansował | nie awansował |
|            | 50 m żabką             | 36.87      | 18.        | nie awansował | nie awansował |
|            | 50 m stylem dowolnym   | 28.61      | 25.        | nie awansował | nie awansował |

### Strzelectwo
W strzelectwie Święta Helena reprezentowana była przez dwóch zawodników - Simona Henry'ego oraz Carlosa Yona. Indywidualnie obaj nie wykazali się zbytnio w swoich dyscyplinach, a drużynowo zajęli siódme miejsce na 50 metrów i piąte w strzelaniu z trzech różnych miejsc na 50 metrów.